# Haagse Trekvliet

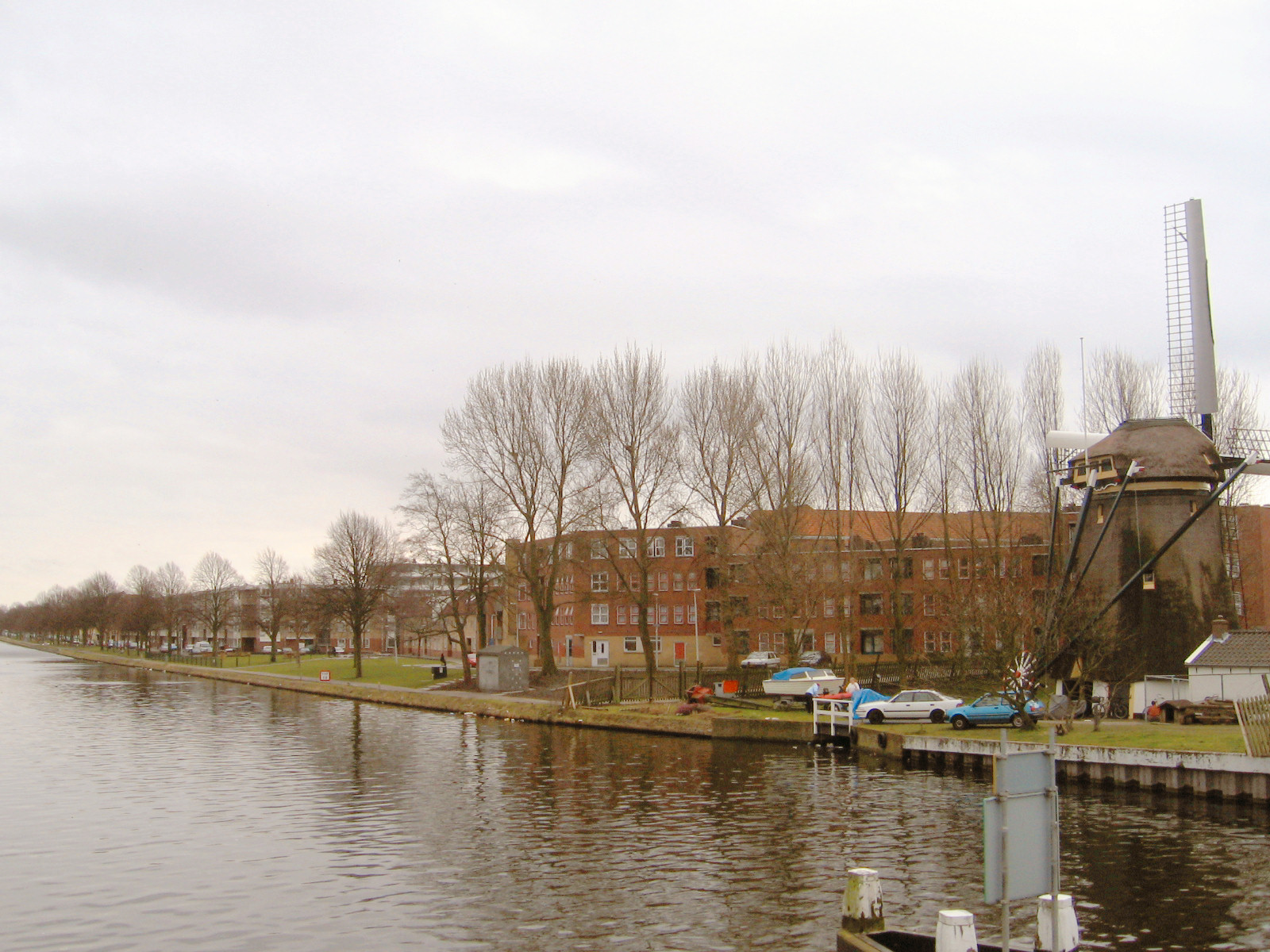
Haagse Trekvliet gezien vanaf de Mercuriusweg, richting zuidoost, met rechts de Laakmolen

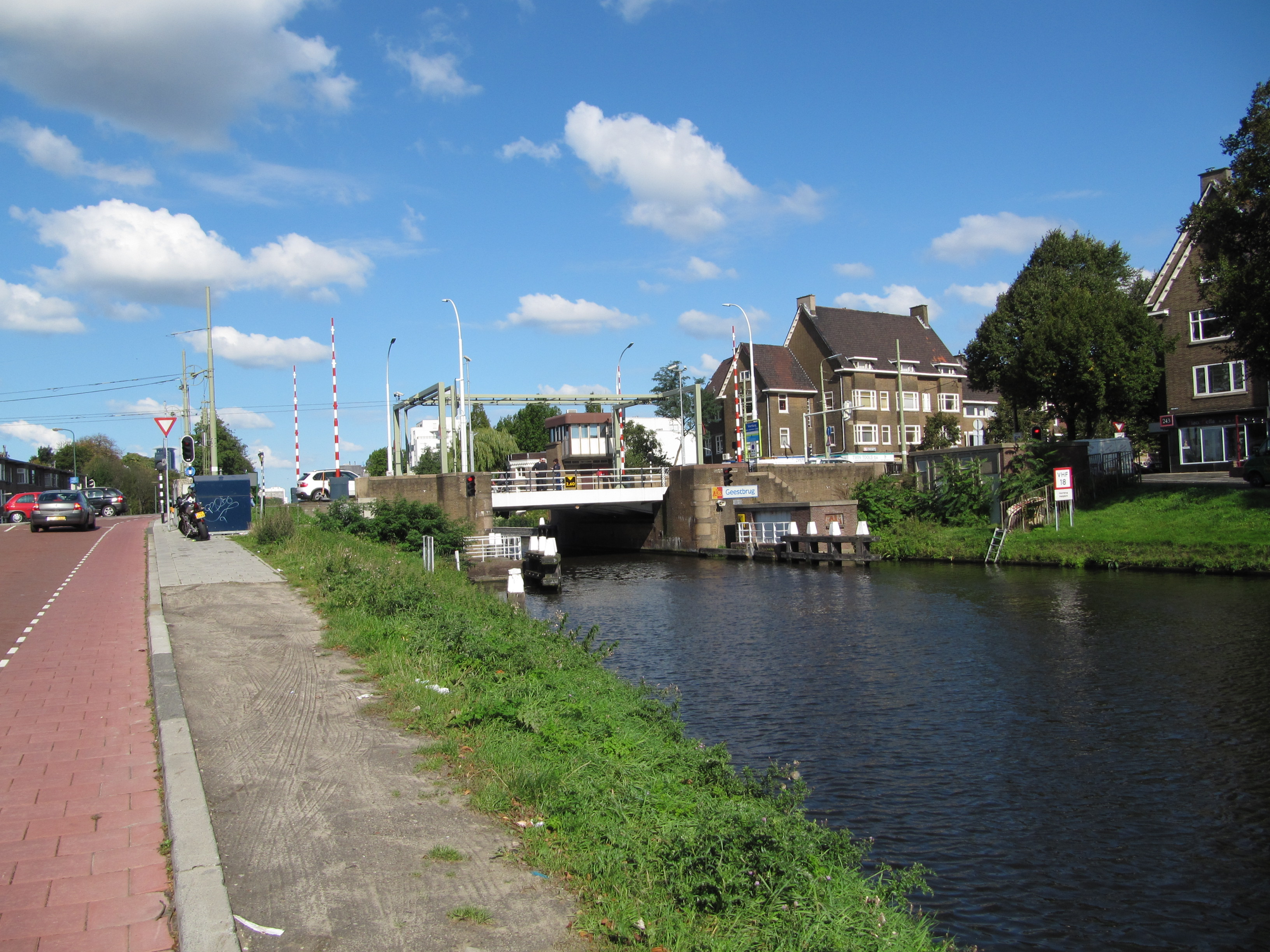
Geestbrug over de Haagse Trekvliet vanaf de Rijswijkse kant. Het water inclusief de weg behoort tot het grondgebied van de gemeente Den Haag; de overzijde is het grondgebied van de gemeente Leidschendam-Voorburg.

De Haagse Trekvliet, ook bekend als Haagse Vliet of Haagvliet (of foutief: Trekvliet), is een kanaal dat in 1344-1345 werd gegraven in opdracht van graaf Willem IV van Holland, als verbinding van het Haagse grachtenstelsel met de Vliet. Het kanaal vormt de grens tussen de Nederlandse steden Voorburg en Rijswijk. Over de Haagvliet ligt de Geestbrug uit 1350, de oudste tolbrug in de omgeving.

## Gebruik
Het kanaal, dat circa 2,4 kilometer lang is, loopt tot in het centrum van Den Haag, waar het overgaat in het Zieke. Er waren plannen om deze oude (water-)toegangsweg te gebruiken als een nieuwe toegangsweg tot het centrum (ondergronds) vanaf knooppunt Ypenburg (Trekvliettracé). Deze plannen zijn inmiddels verlaten en vervangen door het definitieve ontwerp en uitvoering van de Rotterdamsebaan.
De Haagse Trekvliet is van belang voor de doorstroming van het oppervlaktewater in Den Haag. Vanuit de Haagse Trekvliet stroomt het water door het Zieken, de Singelgracht en het Verversingskanaal via de haven van Scheveningen in de Noordzee.
Over de Haagvliet liggen vier bruggen:
- de Geestbrug tussen Rijswijk en Voorburg,
- een brug in de Mercuriusweg bij de Laakmolen,
- een oude spoorbrug van de spoorlijn Amsterdam – Rotterdam,
- een brug bij het Rijswijkseplein.

Voor de scheepvaart is de Haagvliet een belangrijke verbinding naar twee havens:
- de Laakhaven
- de Binckhorsthaven.

## Zichtas
Vanaf de Geestbrug vormt de Haagvliet een opmerkelijke zichtas in twee richtingen: enerzijds naar de voormalige buitenplaats Drievliet aan de overkant van de Vliet en anderzijds naar Het Strijkijzer aan het Rijswijkseplein. 

## Corridor
Het gedeelte van de Trekvliet vanaf de Broekslootkade tot Drievliet vormt een corridor van de gemeente Den Haag, inclusief de zuidelijke oever langs een lijn die is gelegen twee meter van de perceelgrenzen van de bebouwing parallel aan deze perceelgrenzen op grondgebied van de gemeente Rijswijk en de noordelijke oever van het grondgebied van de gemeente Leidschendam-Voorburg, en behoort tot het stadsdeel Leidschenveen-Ypenburg. Den Haag bedong deze corridor bij de gemeentelijke herindeling (annexatie) in 2001, om zo een verbinding te hebben met het geannexeerde Ypenbug, en om het Trekvliettracé aan te leggen. Dit laatste ging echter niet door omdat later voor een snelweg via de Rotterdamsebaan werd gekozen. Omdat Den Haag het nu eigenlijk niet meer nodig heeft is het de bedoeling dat Rijswijk dit gebied per 1 januari 2023 weer terugkrijgt.

## Naamgeving
De naam verwijst deels (trek-) naar het historische gebruik van trekschuiten over het water, waarbij vanaf het land een of meerdere paarden de schuit voorttrokken met een touw. Dat deed men om niet afhankelijk te zijn van de aanwezigheid van wind. Doordat de reistijden meer voorspelbaar werden werd het mogelijk om volgens een dienstregeling vracht- en passagiersvervoer te organiseren. Het andere deel van de naam verwijst naar de verbinding die het kanaal vormt met de voor Den Haag ooit belangrijke waterweg de Vliet. Zowel de gemeente Den Haag als ook Rijkswaterstaat, spreken officieel van Haagse Trekvliet. Ook Haagse Vliet of Haagvliet mogen in het dagelijks verkeer worden gebruikt, maar Trekvliet alleen is fout, omdat er bij Leiden, tussen de Oude Rijn en Vliet, nog een watergang bestaat met de naam Trekvliet.